# Ivazzade Halil Paša
Ivazzade Halil Paša (1724–1777) byl osmanský státník, který v roce 1769 byl i velkovezírem. Byl synem velkovezíra Ivaze Mehmeda Paši a byl albánského původu.
Účastnil se Rusko-turecké války, kde zastával hodnost serdar-i ekrem (vrchní velitel armády).
Poté, co byl propuštěn z vojenských služeb, byl vyslán jako guvernér do sandžaku Eğriboz (dnešní východní Řecko), Bosenského ejáletu, ejáletu Salonika a ejáletu Sivas.